# جاكسون (لاعب كرة قدم مواليد 1987)
جاكسون هو لاعب كرة قدم برازيلي في مركز الهجوم، ولد في 22 نوفمبر 1987 في Parnarama ‏ في البرازيل. لعب مع نادي باهيا دي فيرا ونادي براغانزا.

## وصلات خارجية
- جاكسون (لاعب كرة قدم مواليد 1987) على موقع قاعدة بيانات كرة القدم.إي يو (الإنجليزية)